# Edvard Kardelj
Edvard Kardelj, en serbe en écriture cyrillique : Едвард Кардељ, est un journaliste, économiste et homme politique yougoslave né le 27 janvier 1910 et mort le 10 février 1979.

## Biographie
Membre du Parti communiste à l'âge de seize ans, Kardelj fonde et dirige le Front de libération, branche slovène des Partisans durant la Seconde Guerre mondiale. Après la fin du conflit, Kardelj devient un responsable important de la Yougoslavie communiste : il occupe le poste de ministre des Affaires étrangères (en) de 1948 à 1953. Il est le principal théoricien du modèle autogestionnaire yougoslave - volet idéologique du « titisme » - et joue un rôle majeur dans la rédaction de la Constitution de 1974 (en).
Après sa mort, en 1979, l'université de Ljubljana est rebaptisée « université Edvard Kardelj de Ljubljana » en son honneur. Elle conserve ce nom jusqu'à l'indépendance de la Slovénie en 1990.
Son petit-fils Igor Šoltes mène également une carrière en politique.